# Decary's kortstaartkameleon
Decary's kortstaartkameleon (Brookesia decaryi) is een hagedis uit de familie kameleons (Chamaeleonidae).

## Naamgeving
De wetenschappelijke naam van de soort werd voor het eerst voorgesteld door Fernand Angel in 1939. De soortaanduiding decaryi is een eerbetoon aan de bioloog Raymond Decary.

## Uiterlijke kenmerken
Deze kameleon wordt ongeveer drie tot vier gram zwaar en is erg klein met een lichaamslengte van ongeveer zes à zeven centimeter inclusief staart. De vrouwtjes worden iets groter dan mannetjes. Het lichaam heeft een opvallende contour vanwege de goede camouflage. Deze bestaat uit een dubbele rij driehoekige huidflapjes op het midden van de rug die niet overeind staan maar een soort afdakje vormen en naar buiten wijzen om de gelijkenis met een blad te versterken. De huidflappen zijn hard en stekelig en die op de staartwortel zijn het grootst. Op het midden van de rug zit een donkere tot zwarte lengtestreep. Op de relatief grote kop zitten eveneens platte, driehoekige flap-achtige kammen die enigszins lijken op oren.
Aan de onderzijde van de flanken en keel zijn vele kleine onregelmatige stekeltjes aanwezig en de staart is relatief kort en meestal niet opgerold zoals sommige kameleons. Bij de vrouwtjes zijn al deze kenmerken wat minder ontwikkeld. Ook de soort Brookesia brygooi heeft een gelijkende camouflage maar is te onderscheiden door een ander verspreidingsgebied.

## Levenswijze
Het voedsel bestaat uit geleedpotigen maar enkel kleine insecten en dergelijke want sommige grotere geleedpotigen die op Madagaskar leven, eten eerder de kameleon op dan andersom.
Kortstaartkameleons zijn niet agressief tegen elkaar en dat maakt ze in combinatie met hun fascinerende voorkomen populair in de handel in exotische dieren. Decary's kortstaartkameleon is een van de meest aangeboden soorten. Gezien het kleine verspreidingsgebied en het feit dat de bosbouw de habitat verkleint en versnippert is het beter om gekweekte exemplaren aan te schaffen omdat dieren in de natuur kwetsbaar zijn. Deze zogenaamde nakweekdieren zijn veel duurder en over de voortplanting in gevangenschap is vrijwel niets bekend.

## Verspreiding en habitat

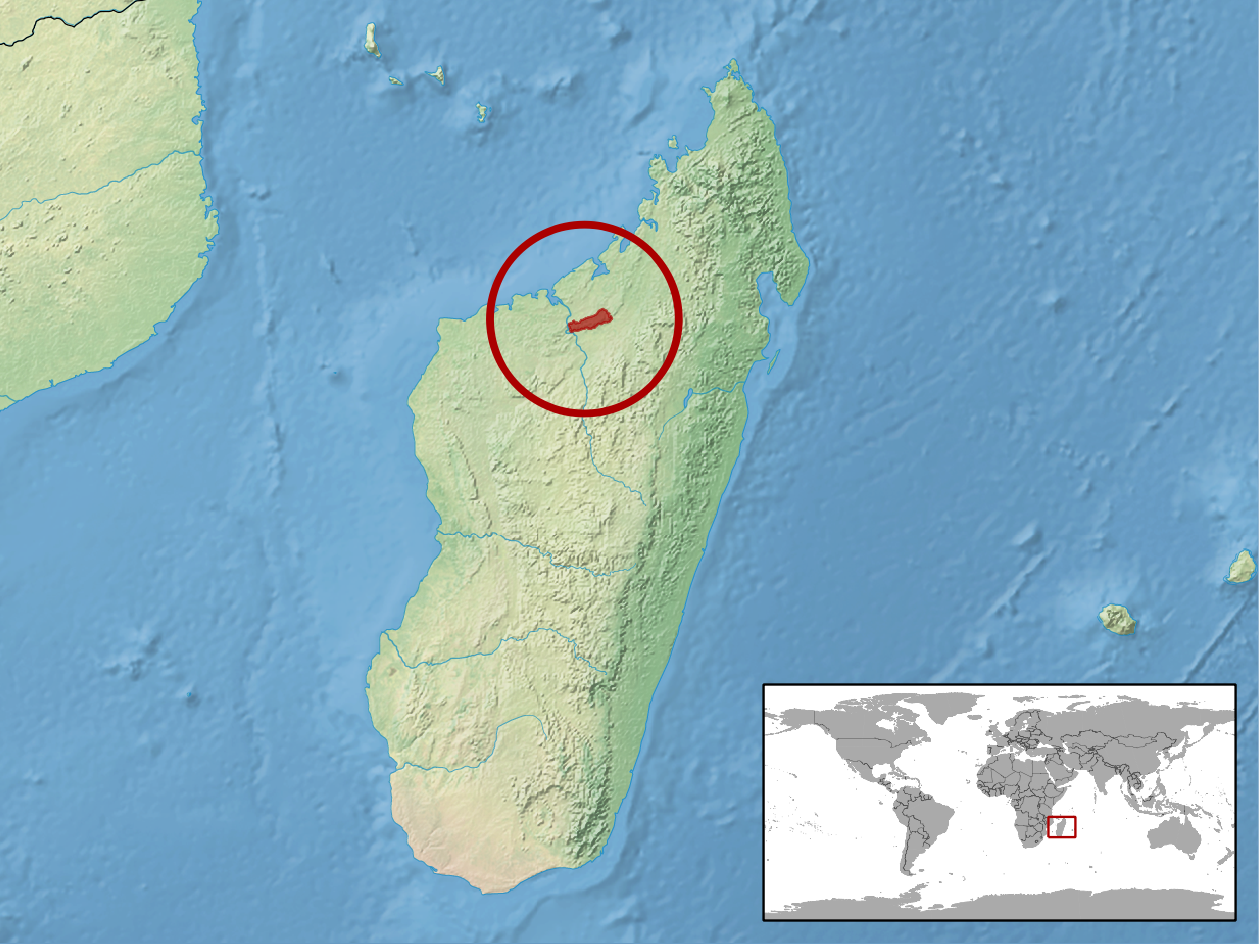
Leefgebied

Decary's kortstaartkameleon is endemisch op Afrikaanse eiland Madagaskar, en komt voor in het noordoostelijke deel van het eiland. Het verspreidingsgebied bestaat uit delen van het Nationaal park Ankarafantsika, in een relatief klein gebied. De soort is aangetroffen van zeeniveau tot op een hoogte van ongeveer 200 meter boven zeeniveau.
De kameleon leeft op de bodem in de strooisellaag van vochtige delen van het regenwoud, met in de zomer een LV van 50 tot 60 %, 's nachts loopt dat op tot 90%. De temperatuur is overdag 25 tot dertig graden, 's nachts ongeveer vijftien °C. In het winterseizoen echter is het kouder en droger, de temperatuur ligt tussen de vijf en de tien graden, er valt nog maar sporadisch regen.

## Beschermingsstatus
Door de internationale natuurbeschermingsorganisatie IUCN is de beschermingsstatus 'bedreigd' toegewezen (Endangered of EN).